# Friedrich Erxleben
Friedrich Erxleben (* 29. Januar 1883 in Koblenz; † 9. Februar 1955 in Linz (Rhein)) war ein deutscher katholischer Priester. Während der Zeit des Nationalsozialismus war er Mitglied des Solf-Kreises und Teil des Widerstands gegen die nationalsozialistische Herrschaft.

## Leben
Friedrich Erxleben wurde in Arenberg, seit 1970 Stadtteil von Koblenz, geboren. Einige Jahre vor seiner Geburt waren die Eltern aus Österreich nach Koblenz gezogen, wo der Vater ein Speditions- und Schifffahrtsunternehmen gründete. In Koblenz besuchte Erxleben die Kastor-Schule und anschließend das Kaiserin-Augusta-Gymnasium, wo er 1902 das Abitur ablegte. Nach einer Ausbildung zum Sänger studierte er in Trier, Wien, Heidelberg, Innsbruck und später auch Rom Theologie und Philosophie. In beiden Fakultäten promovierte er. Den Weg bis dahin unterbrachen schon früh körperliche Beschwerden, die ihn immer wieder nach Karlsbad zur Kur zwangen.
1908 empfing er in Trier die Priesterweihe. Als junger Kaplan pflegte er neben priesterlichen Aufgaben seine musikalischen Talente in Gesang und Violinspiel. Damit stieß er jedoch auf Missfallen und wurde 1911 vom Bistum Trier nach Linz am Rhein ins Erzbistum Köln versetzt. Dort arbeitete er als Rektor des Antoniushauses, eines Heims für geistig behinderte Kinder, und Hausgeistlicher der Franziskanerinnen sowie als Religionslehrer auf Nonnenwerth.
Am Ersten Weltkrieg nahm Erxleben als Militärgeistlicher teil und wurde zweimal verwundet. Nach dem Krieg wechselte er zunächst als Seelsorger der Polizei nach Berlin. Erxleben, der fließend Latein und Altgriechisch sprach, wurde schließlich Professor für alte Sprachen am Jesuitenkolleg in Rom, daneben Dozent für vergleichende Religionswissenschaft an den Universitäten Prag und Wien. Nebenbei war Erxleben Experte für asiatische Kultur und ein hervorragender Tenor- bzw. Oratoriensänger, als der er (unter einem anderen Namen) auch in Konzerten auftrat.
In Berlin schloss Erxleben Freundschaft unter anderen mit dem späteren Bundespräsidenten Theodor Heuss, dem französischen Diplomaten André François-Poncet und dem Schriftsteller Carl Zuckmayer. Dort wurde er auch Mitglied des vom ehemaligen Staatssekretär des Reichskolonialamts, Wilhelm Solf, gegründeten Solf-Kreises. Nach Solfs Tod wurde der Kreis von seiner Frau Hanna Solf weitergeführt und entwickelte sich zu einem wichtigen Treff von Gegnern des Dritten Reichs.
Erxleben, in einem Bericht des Gestapo-Spitzels Paul Reckzeh als „treibende Kraft bei den defätistischen Unterhaltungen im Hause Solf“ bezeichnet, wurde im Mai 1944 verhaftet und zunächst ins KZ Ravensbrück eingeliefert, dann nach Sachsenhausen verlegt. Von dort kam er ins Gestapo-Gefängnis an der Lehrter Straße in Berlin, wo ihn schließlich sowjetische Soldaten am Kriegsende befreiten. Ein geplanter Prozess am Volksgerichtshof wurde mehrfach verschoben und fand schließlich nicht mehr statt.
Durch die KZ-Haft und die Gestapo-Foltern war Erxleben ein schwerkranker Mann. Er war nach dem Krieg noch als Seelsorger in Müden (Mosel) tätig, wo ihn Heuss, nun als Bundespräsident, und Zuckmayer 1949 nochmals besuchten. Seine gesundheitlichen Probleme machten es jedoch zunehmend schwieriger, den Dienst als Pfarrer auszuüben. 1951 ging Erxleben daher in den Ruhestand und zog zunächst nach Koblenz zur Familie seines Bruders und schließlich wieder nach Linz (Rhein), wo er im Februar 1955 an einem Herzschlag starb. Beerdigt wurde er auf eigenen Wunsch in einem Priestergrab in Müden. Im Juli 2019 wurde Erxleben in Müden eine Straße gewidmet.

## Zitate
- Carl Zuckmayer über das Vermächtnis Erxlebens: Mut, Leidensbereitschaft, Heiterkeit